# 童話王國
《童話王國》（英語：The Kingdom of Paramithi）是澳大利亞的一個兒童節目，在悉尼製作。節目長半小時，以學前兒童為對象，為觀眾演說一則童話故事。
節目於2008年11月11日到12月22日在澳洲播映，現時在香港於亞洲電視國際台的早上播放。

## 角色
- King John (Simon Pryce)
- Queen Isabella (Carolyn Ferrie)
- Genevieve (Kendall Goddard)
- James (John Rowe)
- Anatasia
- Wang Sir

## 外部連結
- Official website
- aTV 亞洲電視 國際台 節目表